# Austridotea benhami
Austridotea benhami är en kräftdjursart som beskrevs av Nicholls 1937. Austridotea benhami ingår i släktet Austridotea och familjen tånglöss. Inga underarter finns listade i Catalogue of Life.